# Parafia Matki Bożej Pocieszenia w Juszczynie

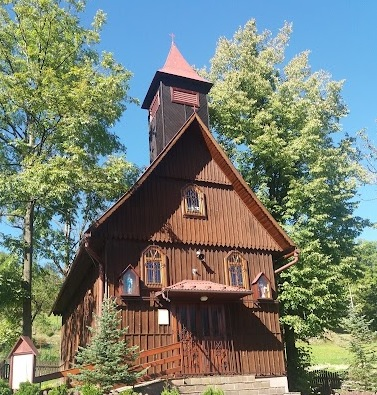
Kaplica Matki Bożej Nieustającej Pomocy na Polanach Juszczyńskich

Parafia Matki Bożej Pocieszenia w Juszczynie – rzymskokatolicka parafia archidiecezji krakowskiej wchodząca w skład dekanatu Maków Podhalański.
Kościołem parafialnym parafii jest Kościół pw. Matki Bożej Pocieszenia znajdujący się na osiedlu Sarnowa.

## Historia
Parafia została erygowana przez kardynała Franciszka Macharskiego 25 kwietnia 1982. Ziemie nowej parafii zostały wydzielone z parafii Przemienienia Pańskiego w Makowie Podhalańskim. Pierwszym jej proboszczem został ks. Stanisław Lejawka, który we wsi posługiwał już od 1977 roku.
W latach 1986–1993 proboszczem parafii był ks. kan. Adolf Chojnacki, kapelan NSZZ „Solidarność”. Do Juszczyna trafił decyzją kurii krakowskiej w trybie pilnym i bez większego rozgłosu. Przeniesienie z parafii na krakowskim Bieżanowie Starym miało związek z jego wcześniejszymi kontaktami z uczestniczącymi w proteście głodowym po zabójstwie księdza Jerzego Popiełuszki, działaczami „Solidarności”,  a także udzielaną przez niego pomocą materialną dla związkowców. Władze kościelne musiały zareagować, gdyż Służba Bezpieczeństwa nie dawała duchownemu spokoju (jednej nocy wybito mu szyby w oknach na plebanii, przebito opony w samochodzie i otruto psy). Mimo zmiany miejsca zamieszkania przez księdza, to właśnie w Juszczynie były milicjant, zomowiec i funkcjonariusz SB, Kazimierz Sułka, dostał rozkaz zabicia Księdza Adolfa Chojnackiego. Skruszony i nawrócony odmówił wykonania rozkazu, za co trafił do więzienia. Wieś szybko stała się miejscem pielgrzymkowym dla działaczy i osób sympatyzujących z „Solidarnością”. Nieopodal na Polanie Malinowe ks. Chojnacki rozpoczął odprawianie comiesięcznych „Mszy za Ojczyznę”. 
W latach 1992–2005 proboszczem parafii był ks. Franciszek Truty, a w latach 2005–2010 ks. Władysław Rusnak.
Kościół pw. Matki Bożej Pocieszenia został wybudowany na osiedlu Sarnowa w latach 70. XX wieku, a konsekrowany 19 października 1997. W ołtarzu głównym znajduje się obraz Matki Bożej Pocieszenia z XIX wieku. 

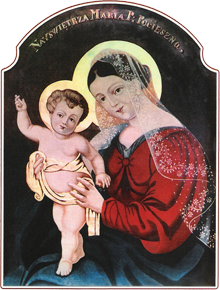
Obraz Matki Bożej Pocieszenia znajdujący się nad ołtarzem głównym w kościele parafialnym
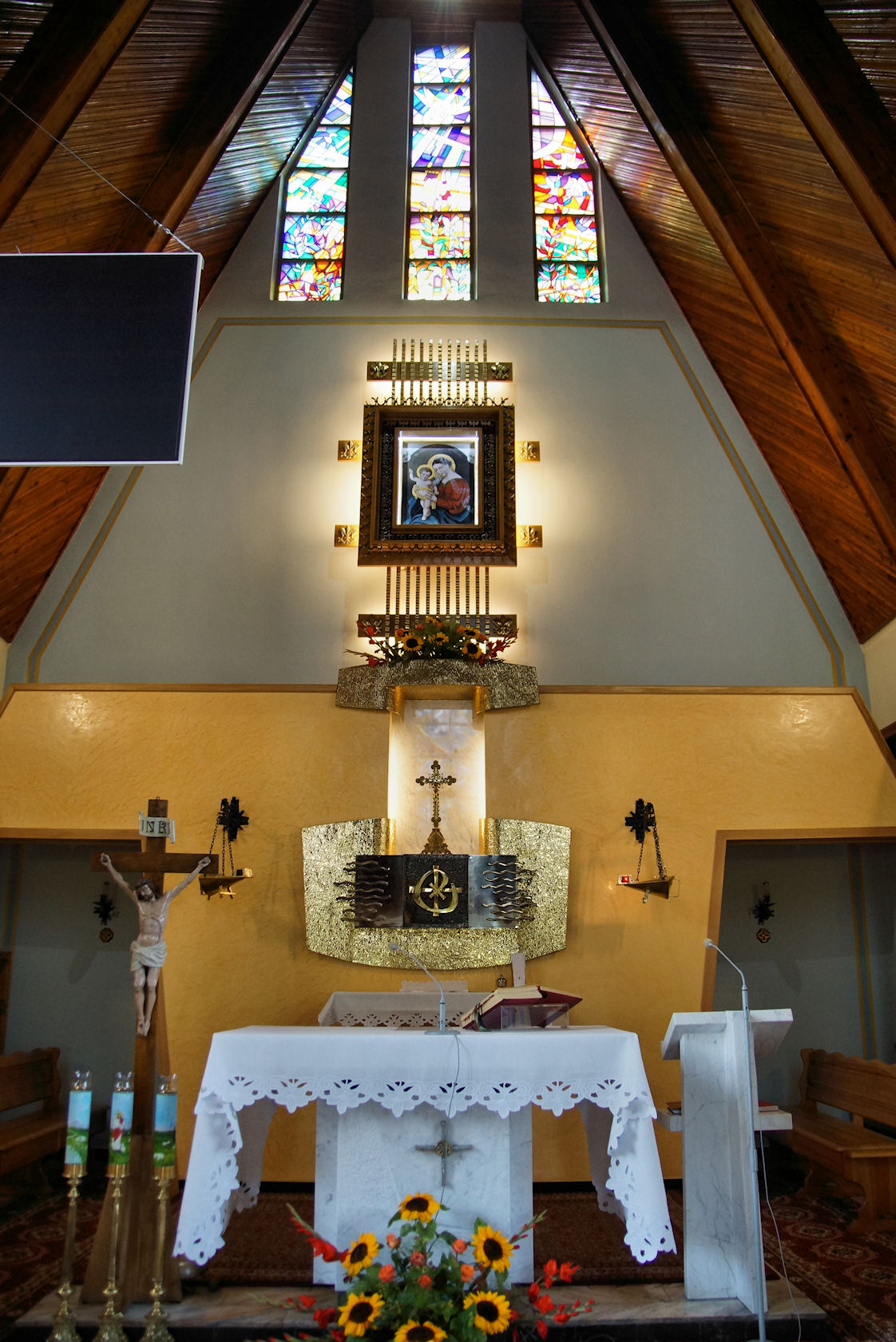
Ołtarz główny w kościele parafialnym
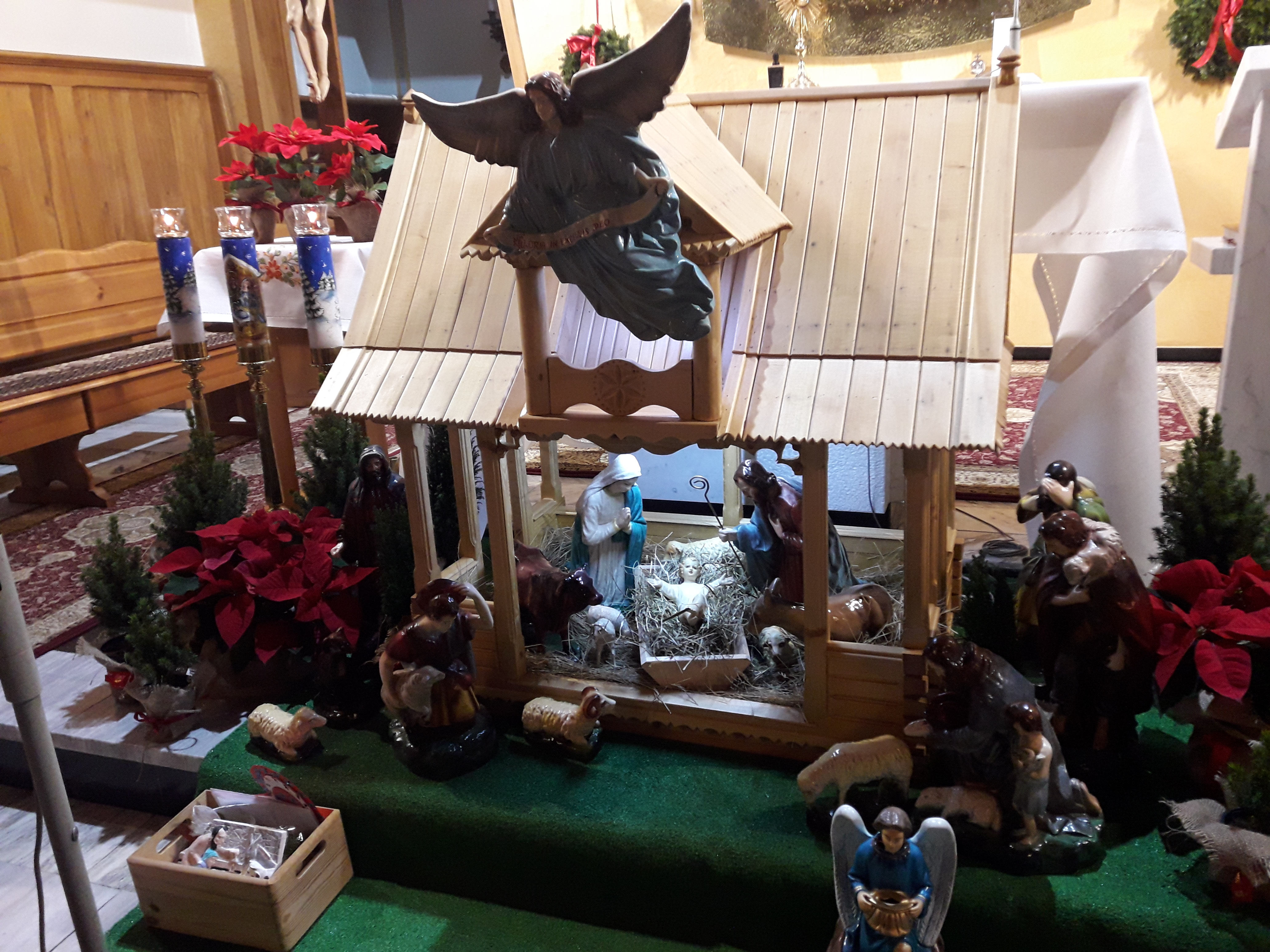
Szopka przed ołtarzem głównym (2022)

## Współcześnie
Od 8 maja 2010 roku proboszczem parafii jest ks. Tadeusz Bogdanik. W duszpasterstwie pomaga także ks. emeryt Andrzej Klem, który w latach 1986–2008 był proboszczem Parafii Świętej Małgorzaty Dziewicy i Męczennicy w Izdebniku, a następnie do 2019 roku pełnił funkcję dyrektora Domu Księży Emerytów im. Świętego Jana Pawła II w Makowie Podhalańskim, w którym nadal mieszka.
W niewielkiej odległości od kościoła parafialnego stoi kamienna kapliczka słupowa z żelaznym odlewem Sceny Ukrzyżowania z XIX wieku. Natomiast w części wsi o nazwie Polany Juszczyńskie w przysiółku Michałki znajduje się kaplica pw. Matki Bożej Nieustającej Pomocy. Jest ona oddalona ok. 9 km od kościoła parafialnego. Są w niej odprawiane Msze Święte o godzinie 10:15 w każdą niedzielę w ciągu roku oraz w ważniejsze święta i uroczystości kościelne, a także w środy i piątki od maja do końca października o godzinie 17:00. W październiku codziennie są tam sprawowane nabożeństwa różańcowe, w Wielkim Poście, w piątki Drogi Krzyżowe, w maju każdego dnia odśpiewywana jest Litania loretańska do Najświętszej Maryi Panny, a w czerwcu Litania do Najświętszego Serca Pana Jezusa.
W Juszczynie znajduje się także Szkoła Podstawowa im. Świętej Jadwigi Królowej Polski, przedszkole Tęczowa Kraina oraz Ośrodek Rehabilitacyjno-Edukacyjno-Wychowawczy im. Zyty Jagosz, prowadzony przez Polskie Stowarzyszenie na Rzecz Osób z Niepełnosprawnością Intelektualną Koło w Zawoi. Lekcje religii w szkole podstawowej prowadzi tam pani mgr Dorota Kozieł, a pan mgr Jerzy Krywult jest katechetą w juszczyńskim OREW-ie.